# محمود محمود محمد
محمود محمود محمد (1907-1994) كان أديب وفيلسوف ومترجم مصري، وهو شقيق الفيلسوف زكي نجيب محمود.

## حياته
ولد عام 1907 في قرية ميت الخولي عبد الله، مركز الزرقا في محافظة دمياط، وتَلقَّى تعليمه المدرسي في كلية غوردون بالسودان. حصل على درجة الليسانس في التربية والآداب عام 1920 ثم علي دبلوم في الأدب الإنجليزي مِن جامعة إكستر عام 1937. اشتغَلَ بتدريس اللغة الإنجليزية في مختلف المعاهد الثانوية والعليا والجامعات. عُيِّنَ وكيلاً بالمدارس الثانوية، ثُمَّ ناظراً بِها، فمراقباً عامًّا للتعليم بوزارة التربية والتعليم، وبعدها عُيِّنَ مستشاراً ثقافياً لوزارة الدولة لشئون السودان، ثُمَّ مديراً للتربية والتعليم بالسودان، ومديراً للمكتب الدائم للوحدة الثقافية العربية بالقاهرة. وعمل مديراً للتربية والتعليم بمنطقة السويس، ثُمَّ مديراً عاماً لتفتيش اللغة الإنجليزية بوزارة التربية والتعليم، كذلك عمِلَ بمنصب وكيل وزارة التربية والتعليم. وبعد انتهاء خدمته الرسمية في الحكومة المصرية عمل خبيراً ثقافياً بجامعة الدول العربية لمدة اثني عشر عامًا كُلف خِلالها بعدة مهام رسمية في اليونيسكو بباريس.
تُوفي محمود محمود بالقاهرة عامَ 1994 تارِكًا العديد من المؤلفات والترجمات القيمة.

## مؤلفاته
نُشِرت له عدة مقالات أدبية في مجلتي الثقافة والرسالة وغيرهما من المجلات. ألف كتباً كثيرة، من بينها «تَحْليلُ النَّفْس» و«أَعْلامٌ مِنَ العَصرِ الحَدِيث»، كَما ترجم العديد من روائع الأدب والفكر لإريك فروم وليو تولستوي وألفريد نورث وايتهيد وألدوس هكسلي.

## ترجماته
- عالم جديد شجاع  للروائي ألدوس هكسلي تحت عنوان عالم طريف 1947
- أفكار ورجال: قصة الفكر الغربي للمؤرخ كرين برينتون
- اعترافات تولستوي للروائي ليو تولستوي
- الأدب الأمريكي ١٩١٠–١٩٦٠ للروائي روبرت سبلر
- رواية الجزيرة للروائي ألدوس هكسلي
- مسرحية الشياطين للكاتب المسرحي جون هوايتنغ
- الطلسم للروائي والتر سكوت
- زوجة كريج للكاتب المسرحي جورج كيلي
- محاورات ألفرد نورث هوايتهد للكاتب الصحفي لوسيان برايس
- الوسائل و الغايات للروائي ألدوس هكسلي